# Mary Gordon (actriță)
Mary Gordon (născută Mary Gilmour; n. 16 mai 1882, Glasgow, Regatul Unit al Marii Britanii și Irlandei – d. 23 august 1963, Pasadena, California, SUA) a fost o actriță scoțiană, care a trăit mult timp în Statele Unite unde a jucat mai ales roluri de gospodină și mamă. Este cel mai bine cunoscută ca doamna Hudson în seria de filme Sherlock Holmes din anii 1940, cu Basil Rathbone ca Sherlock Holmes și Nigel Bruce ca Doctorul Watson. Mary Gordon a jucat în aproape 300 de filme între 1925 și 1950.

## Tinerețe
Gordon s-a născut la 16 mai 1882 în Glasgow, Scoția, ca al cincilea dintre cei șapte copii ai Mariei și Robert Gilmour, un țesător de sârmă. A lucrat în confecții înainte de a găsi de lucru pe scenă. S-a alăturat unei companii pentru un turneu american, astfel a ajuns în SUA când a avut treizeci de ani, aparent a avut câteva apariții pe Broadway în roluri mici. 

## Carieră
Odată cu mama și fiica ei, a ajuns la Los Angeles la mijlocul anilor 1920 și a început să joace variații ale rolurilor pe care le va interpreta toată cariera. S-a împrietenit cu John Ford în timp ce a jucat pentru Hangman’s House în 1928 și a făcut încă șapte filme cu el. În 1939, a avut rolul cel mai bine cunoscut al ei, ca proprietara clădirii în care locuiește chiriașul Sherlock Holmes, dna. Hudson și a jucat rolul în zece filme și numeroase piese de radio.   În cadrul emisiunii de radio Those We Love -- Cei pe care îi iubim, ea a avut rolul doamnei Emmett. 
S-a pensionat atunci când televiziunea a remodelat industria divertismentului, având o singură apariție în televiziune. 
A fost activă în frăția Fiicele Scoției, o auxiliară a Ordinului Clanurilor Scoțiene. 
Și-a trăit ultimii ani în Pasadena, California, împreună cu fiica și nepotul său. A murit la 81 de ani, la 23 august 1963, la Pasadena, după o lungă boală.

## Filmografie selectată
- The Dome Doctor (1925, Short) - Woman with Long Hair (nemenționată)
- The Home Maker (1925) - Mrs. Hennessy
- Tessie (1925) - Aunt Maggie
- One of the Bravest (1925) - Tenement Boy's Mother
- The People vs. Nancy Preston (1925) - Mrs. Tifft
- Lights of Old Broadway (1925) - Minor Role (nemenționată)
- Black Paradise (1926) - Mrs. Murphy
- The Dixie Flyer (1926) - Mrs. Clancy
- Naughty Nanette (1927) - Mrs. Rooney
- The Claw (1927) - Bit (nemenționată)
- Annie Laurie (1927) - First Midwife (nemenționată)
- Clancy's Kosher Wedding (1927) - Molly Clancy
- Little Mickey Grogan (1927) - Kind Landlady (nemenționată)
- The Matinee Idol (1928) - Woman in Audience (nemenționată)
- Hangman's House (1928) - The Woman at Hogan's Hideout (nemenționată)
- Our Dancing Daughters (1928) - Scrubwoman (nemenționată)
- The Ol' Gray Hoss (1928, Short) - First taxi passenger
- The Old Code (1928) - Mary MacGregr
- The Black Watch (1929) - Sandy's Wife (nemenționată)
- Madame X (1929) - Nursemaid (nemenționată)
- Is Everybody Happy? (1929) - Neighbor (nemenționată)
- The Saturday Night Kid (1929) - Reducing customer (nemenționată)
- The Sky Hawk (1929) - Mary, the Maid (nemenționată)
- Dynamite (1929) - Neighbor at Store (nemenționată)
- Sunny Side Up (1929) - Grocery Shopper (nemenționată)
- Hell's Heroes (1929) - Choir Member (nemenționată)
- Seven Days' Leave (1930) - Bit (nemenționată)
- The Duke of Dublin (1930, Short)
- His Honor the Mayor (1930, Short)
- When the Wind Blows (1930, Short) - Chubby's Mother (nemenționată)
- Las Fantasmas (1930, Short) - Chubby's Mama
- Roaring Ranch (1930) - Mrs. O'Riley (nemenționată)
- Let Us Be Gay (1930) - Mrs. McIntyre (nemenționată)
- Our Blushing Brides (1930) - Mrs. Mannix - Tenement Woman (nemenționată)
- Manslaughter (1930) - Cook (nemenționată)
- Song o' My Heart (1930) - Irish Woman (nemenționată)
- Anybody's Woman (1930) - (nemenționată)
- Dance with Me (1930, Short)
- Oh, For a Man! (1930) - Stage Door Admirer with Violets (nemenționată)
- Unfaithful (1931) - Bit (nemenționată)
- Subway Express (1931) - Mrs. Delaney
- Always Goodbye (1931) - Mrs. MacPherson, Moviegoer (nemenționată)
- The Black Camel (1931) - Mrs. MacMasters
- The Brat (1931) - Angry Wife in Night Court (nemenționată)
- Waterloo Bridge (1931) - Distraught Woman on Stairway (nemenționată)
- 24 Hours (1931) - Nurse (nemenționată)
- Possessed (1931) - Woman at Political Rally (nemenționată)
- Frankenstein (1931) - Mourner (nemenționată)
- Models and Wives (1931, Short)
- A House Divided (1931) - Townswoman (nemenționată)
- Ladies of the Big House (1931) - Inmate (nemenționată)
- Delicious (1931) - Dancer (nemenționată)
- A Fool's Advice (1932) - Woman at Rally (nemenționată)
- Texas Cyclone (1932) - Katie
- The Impatient Maiden (1932) - Irish Neighbor (nemenționată)
- The Expert (1932) - Neighbor (nemenționată)
- The Big Timer (1932) - 2nd Job Seeker (nemenționată)
- Dancers in the Dark (1932) - Cleaning Lady (nemenționată)
- Devil's Lottery (1932) - Inquest Onlooker (nemenționată)
- Scandal for Sale (1932) - Hotel Resident (nemenționată)
- The Trial of Vivienne Ware (1932) - Court Matron (nemenționată)
- Radio Patrol (1932) - Landlady (nemenționată)
- Beauty Parlor (1932) - Landlady (nemenționată)
- Almost Married (1932) - Cook
- 70,000 Witnesses (1932) - Scrubwoman (nemenționată)
- Blonde Venus (1932) - Landlady (nemenționată)
- Pack Up Your Troubles (1932) - Mrs. MacTavish (nemenționată)
- Wild Girl (1932) - Washerwoman (nemenționată)
- Call Her Savage (1932) - Lady in Tenement (nemenționată)
- Laughter in Hell (1933) - Townswoman (nemenționată)
- She Done Him Wrong (1933) - Cleaning Lady (nemenționată)
- Her Splendid Folly (1933) - Mrs. Clancey
- Ladies They Talk About (1933) - Prisoner in Visiting Room (nemenționată)
- Men Must Fight (1933) - Pacifist Audience Member (nemenționată)
- Nature in the Wrong (1933, Short) - Mrs. Clancy (nemenționată)
- Sweepings (1933) - Mrs. Patrick O'Leary (nemenționată)
- The Whirlwind (1933) - Mrs. Curtis
- The Kiss Before the Mirror (1933) - Scrubwoman (nemenționată)
- Pilgrimage (1933) - Mrs. MacGregor (nemenționată)
- The Power and the Glory (1933) - Nurse (nemenționată)
- Doctor Bull (1933) - Townswoman at Meeting (nemenționată)
- Brief Moment (1933) - Cook (nemenționată)
- Footlight Parade (1933) - Wardrobe Woman on Bus (nemenționată)
- My Woman (1933) - Woman at Ironing Board (nemenționată)
- Meet the Baron (1933) - Washer Woman (nemenționată)
- Broadway Through a Keyhole (1933) - Cleaning Woman (nemenționată)
- The Invisible Man (1933) - Screaming Woman (nemenționată)
- Design for Living (1933) - Theatre Chambermaid (nemenționată)
- The World Changes (1933) - Lady at Party (nemenționată)
- Beloved (1934) - Mrs. O'Leary
- The Woman Condemned (1934) - Crying Woman at Night Court (nemenționată)
- Voice in the Night (1934) - Woman on Phone in Montage (nemenționată)
- Manhattan Melodrama (1934) - Boat Passenger (nemenționată)
- Change of Heart (1934) - Woman in Street (nemenționată)
- Murder at the Vanities (1934) - Assistant Wardrobe Woman (nemenționată)
- The Loudspeaker (1934) - Landlady (nemenționată)
- The Most Precious Thing in Life (1934) - Washerwoman (nemenționată)
- A Man's Game (1934) - Landlady (nemenționată)
- The World Moves On (1934) - English Soldier's Mother (nemenționată)
- Baby Take a Bow (1934) - Mrs. O'Brien (nemenționată)
- Cross Streets (1934) - Sonny's Mother
- Whom the Gods Destroy (1934) - Newfoundlander (nemenționată)
- The Defense Rests (1934) - Scrub Woman (nemenționată)
- I Give My Love (1934) - Marie (nemenționată)
- Our Daily Bread (1934) - Community Woman in Cottage (nemenționată)
- One More River (1934) - Cook (nemenționată)
- The Man from Hell (1934) - Mrs. Frank McCarrol (nemenționată)
- Charlie Chan in London (1934) - Prison Visitor (nemenționată)
- Flirtation (1934) - Woman on a Window (nemenționată)
- The Little Minister (1934) - Nanny
- I'm a Father (1935, Short) - Neighbor
- Vanessa: Her Love Story (1935) - Mrs. Leathwaite
- Bride of Frankenstein (1935) - Hans' Wife
- Vagabond Lady (1935) - Myrtle - Cleaning Lady (nemenționată)
- $10 Raise (1935) - Landlady (nemenționată)
- Ginger (1935) - Mrs. Monohan (nemenționată)
- The Irish in Us (1935) - Ma O'Hara
- Bonnie Scotland (1935) - Mrs. Bickerdike
- Waterfront Lady (1935) - Mrs. O'Flaherty
- Metropolitan (1935) - Mrs. Tolentino (nemenționată)
- Mutiny on the Bounty (1935) - Peddler (nemenționată)
- The Lady Consents (1936) - Apple Lady (nemenționată)
- Little Lord Fauntleroy (1936) - Farmer's Wife on Way to Church (nemenționată)
- Laughing Irish Eyes (1936) - Mrs. O'Keefe
- Share the Wealth (1936, Short) - Ma MacClyde
- Forgotten Faces (1936) - Mrs. O'Leary
- Little Miss Nobody (1936) - Mrs. Biddle (nemenționată)
- The White Angel (1936) - Nursing Applicant (nemenționată)
- Mary of Scotland (1936) - Nurse
- Yellowstone (1936) - Mrs. McDougall (nemenționată)
- Stage Struck (1936) - Mrs. Cassidy
- The Plot Thickens (1936) - Woman with Bag (nemenționată)
- After the Thin Man (1936) - Rose (nemenționată)
- The Plough and the Stars (1936) - Woman at Barricades
- Great Guy (1936) - Mrs. Ogilvie
- The Great O'Malley (1937) - Mrs. O'Malley
- Nancy Steele Is Missing! (1937) - Mrs. Watson - Landlady (nemenționată)
- Her Husband Lies (1937) - Mrs. Jenks (nemenționată)
- Racketeers in Exile (1937) - Irish Woman (nemenționată)
- Way Out West (1937) - Cook (nemenționată)
- That I May Live (1937) - Mrs. Healy (nemenționată)
- Pick A Star (1937) - Mrs. Watts - Undertaker's Wife (nemenționată)
- The Man in Blue (1937) - Woman (nemenționată)
- Married Before Breakfast (1937) - Mrs. Nevins (nemenționată)
- One Man Justice (1937) - Bridget
- Meet the Boyfriend (1937) - Mrs. Grimes
- The Toast of New York (1937) - Mrs. Callahan - Charwoman (nemenționată)
- You Can't Have Everything (1937) - Y.W.C.A. Scrub Woman (nemenționată)
- Souls at Sea (1937) - Cook (nemenționată)
- Double Wedding (1937) - Mrs. Keough
- A Damsel in Distress (1937) - Cook (nemenționată)
- You're Only Young Once (1937) - Mary's Mother (nemenționată)
- Mannequin (1937) - Mrs. O'Rourke (nemenționată)
- Lady Behave! (1937) - Cook
- Friend Indeed (1937, Short) - Housekeeper
- Kidnapped (1938) - Mrs. MacDonald
- Blond Cheat (1938) - Maggie - the Charwoman (nemenționată)
- City Streets (1938) - Mrs. Devlin
- Gateway (1938) - Scottish Mother (nemenționată)
- Campus Confessions (1938) - Mrs. Twill (nemenționată)
- Vacation from Love (1938) - Maggie, the Cook (nemenționată)
- Angels with Dirty Faces (1938) - Mrs. Patrick McGee (nemenționată)
- Thanks for Everything (1938) - Maggie, Irish Woman (nemenționată)
- Off the Record (1939) - Mrs. Finnegan (nemenționată)
- Wings of the Navy (1939) - Irene's Housekeeper (nemenționată)
- Tail Spin (1939) - Mrs. Lee
- The Hound of the Baskervilles (1939) - Mrs. Hudson
- Broadway Serenade (1939) - Annie (nemenționată)
- Code of the Streets (1939) - Mrs. Flaherty (nemenționată)
- Tell No Tales (1939) - Mrs. Bryant (nemenționată)
- Racketeers of the Range (1939) - Mary - Benson's Housekeeper (nemenționată)
- Captain Fury (1939) - Mrs. Bailey
- The Jones Family in Hollywood (1939) - Landlady (nemenționată)
- She Married a Cop (1939) - Ma Duffy
- The Story That Couldn't Be Printed (1939, Short) - Woman Reading Newspaper (nemenționată)
- The Adventures of Sherlock Holmes (1939) - Mrs. Hudson
- Parents on Trial (1939) - Martha
- The Escape (1939) - Neighbor (nemenționată)
- Mr. Smith Goes to Washington (1939) - Woman (nemenționată)
- Marshal of Mesa City (1939) - Mrs. Dudley
- Rulers of the Sea (1939) - Mrs. Ogilvie (nemenționată)
- Day-Time Wife (1939) - Scrubwoman (nemenționată)
- The Night of Nights (1939) - Mrs. O'Leary (nemenționată)
- Joe and Ethel Turp Call on the President (1939) - 1st Pencil Woman (nemenționată)
- My Son Is Guilty (1939) - Mrs. Montabelli (nemenționată)
- The Invisible Man Returns (1940) - Cookie, the Cook (nemenționată)
- Women Without Names (1940) - Juror (nemenționată)
- My Son, My Son! (1940) - Mrs. Mulvaney
- Saps at Sea (1940) - Mrs. O'Riley (nemenționată)
- Tear Gas Squad (1940) - Mrs. Sullivan
- I Take This Oath (1940) - Mrs. Eileen Hanagan
- Brother Orchid (1940) - Mrs. Sweeney - Flo's Landlady (nemenționată)
- The Last Alarm (1940) - Mrs. Hadley
- The Man Who Talked Too Much (1940) - Mrs. Dunn (nemenționată)
- Queen of the Mob (1940) - Tenement Landlady
- When the Daltons Rode (1940) - Ma Dalton
- Young People (1940) - Old Woman (nemenționată)
- Public Deb No. 1 (1940) - Landlady (nemenționată)
- Nobody's Children (1940) - Mary
- Go West (1940) - Train Passenger (nemenționată)
- No, No, Nanette (1940) - Gertrude, the Cook
- Kitty Foyle (1940) - First Charwoman (nemenționată)
- The Invisible Woman (1940) - Mrs. Bates
- Flight from Destiny (1941) - Martha
- Pot o' Gold (1941) - Ma McCorkle
- Double Cross (1941) - Mrs. Murray
- Unfinished Business (1941) - Miss Brady (nemenționată)
- Unexpected Uncle (1941) - Mrs. Mason (nemenționată)
- It Started with Eve (1941) - Mrs. O'Toole - Cleaning Lady (nemenționată)
- How Green Was My Valley (1941) - Gossiper (nemenționată)
- Appointment for Love (1941) - Martha
- Borrowed Hero (1941) - Mrs. Riley
- Riot Squad (1941) - Mrs. McGonigle
- Sealed Lips (1942) - Mrs. Ann Morton (Fred's mother)
- Blue, White and Perfect (1942) - Mrs. Flaherty - Mike's Landlady (nemenționată)
- Bombay Clipper (1942) - Abigail 'Mag' MacPherson
- Fly-by-Night (1942) - Ma Prescott
- The Strange Case of Doctor Rx (1942) - Mrs. Scott (nemenționată)
- Dr. Broadway (1942) - Broadway Carrie
- Meet the Stewarts (1942) - Mrs. Stewart
- It Happened in Flatbush (1942) - Mrs. Collins
- Powder Town (1942) - Mrs. Douglas
- The Pride of the Yankees (1942) - Maid (nemenționată)
- Sherlock Holmes and the Voice of Terror (1942) - Mrs. Hudson (nemenționată)
- Halfway to Shanghai (1942) - Mrs. McIntyre
- The Mummy's Tomb (1942) - Jane Banning
- Gentleman Jim (1942) - Mrs. Casey (nemenționată)
- The Boss of Big Town (1942) - Mrs. Lane
- Sherlock Holmes and the Secret Weapon (1942) - Mrs. Hudson
- Forever and a Day (1943) - Woman in Air Raid Shelter (nemenționată)
- Sherlock Holmes in Washington (1943) - Mrs. Hudson (nemenționată)
- Keep 'Em Slugging (1943) - Mrs. Banning
- Sarong Girl (1943) - Mattie
- Two Tickets to London (1943) - Mrs. Tinkle
- Sherlock Holmes Faces Death (1943) - Mrs. Hudson (nemenționată)
- Here Comes Kelly (1943) - Mrs. Kelly
- Sweet Rosie O'Grady (1943) - Charwoman (nemenționată)
- You're a Lucky Fellow, Mr. Smith (1943) - Woman (nemenționată)
- The Spider Woman (1943) - Mrs. Hudson
- Smart Guy (1943) - Maggie
- Whispering Footsteps (1943) - Ma Murphy
- The Racket Man (1944) - Ma Duffy (nemenționată)
- Ladies Courageous (1944) - Old Lady (nemenționată)
- Million Dollar Kid (1944) - Mrs. McGinnis
- Hat Check Honey (1944) - Jennie
- The Hour Before the Dawn (1944) - Annie (nemenționată)
- Follow the Leader (1944) - Mrs. McGinnis (nemenționată)
- Secrets of Scotland Yard (1944) - Libby the Housekeeper (nemenționată)
- Secret Command (1944) - Mrs. McKenzie (nemenționată)
- The Pearl of Death (1944) - Mrs. Hudson
- Ever Since Venus (1944) - Mrs. Murphy (nemenționată)
- National Barn Dance (1944) - Mrs. Owen (nemenționată)
- The Last Ride (1944) - Mrs. Mary Kelly
- Irish Eyes Are Smiling (1944) - Irish Woman (nemenționată)
- Hollywood Canteen (1944) - Hostess (nemenționată)
- Music for Millions (1944) - Hotel Proprietress (nemenționată)
- Eadie Was a Lady (1945) - Old Lady (nemenționată)
- The Body Snatcher (1945) - Mrs. Mary McBride (nemenționată)
- It's a Pleasure (1945) - Tenement Woman (nemenționată)
- See My Lawyer (1945) - Mrs. Fillmore
- The Woman in Green (1945) - Mrs. Hudson
- Captain Eddie (1945) - Mrs. Westrom
- Pride of the Marines (1945) - Lady at Bus Stop (nemenționată)
- Divorce (1945) - Ellen
- Strange Confession (1945) - Mrs. O'Connor
- Kitty (1945) - Nanny
- Little Giant (1946) - Ma Miller
- Sentimental Journey (1946) - Agnes (nemenționată)
- The Hoodlum Saint (1946) - Trina
- Dressed to Kill (1946) - Mrs. Hudson
- In Fast Company (1946) - Mrs. Cassidy
- Shadows Over Chinatown (1946) - Mrs. Conover
- The Dark Horse (1946) - Mrs. Mahoney (nemenționată)
- Sing While You Dance (1946) - Mom Henderson
- Sister Kenny (1946) - Mrs. Gordon (nemenționată)
- Singin' in the Corn (1946) - Mrs. O'Rourke
- Stallion Road (1947) - Mrs. Ford, Purcell's Housekeeper (nemenționată)
- The Long Night (1947) - Old Lady in Crowd (nemenționată)
- The Secret Life of Walter Mitty (1947) - Mother Machree (nemenționată)
- Exposed (1947) - Miss Keets
- The Invisible Wall (1947) - Mrs. Bledsoe
- Roses Are Red (1947) - Scrubwoman (nemenționată)
- The Judge Steps Out (1948) - Annie, the Scrub Woman (nemenționată)
- Angels' Alley (1948) - Mrs. Mamie Mahoney
- Fort Apache (1948) - Ma (barmaid)
- Big Town Scandal (1948) - Mary - Cleaning Woman (nemenționată)
- The Vicious Circle (1948) - Mrs. Hogan (revised version) (nemenționată)
- The Strange Mrs. Crane (1948) - Nora
- Hills of Home (1948) - Mrs. Burnbrae (nemenționată)
- Kidnapped (1948) - Scottish Woman (nemenționată)
- The Dark Past (1948) - Passenger on Bus (nemenționată)
- Highway 13 (1948) - Aunt Myrt Lacy
- Shamrock Hill  (1949)  - Grandma Rogan
- Tucson (1949) - Housemother (nemenționată)
- Mighty Joe Young (1949) - Old Woman (unconfirmed)
- Mr. Soft Touch (1949) - Slatternly Woman Tenant (nemenționată)
- Haunted Trails (1949) - Aunt Libby
- Deputy Marshall (1949) - Mrs. Lance
- Challenge to Lassie (1949) - Tenement Neighbor (nemenționată)
- The File on Thelma Jordon (1950) - Charwoman (nemenționată)
- West of Wyoming (1950) - Nora Jones